# Mormia apicealba
Mormia apicealba és una espècie d'insecte dípter pertanyent a la família dels psicòdids que es troba a Europa: França, Itàlia, Eslovènia i Hongria.